# Bessie Love

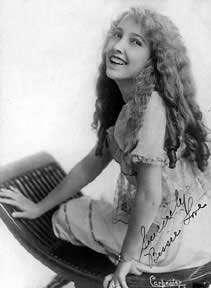
Bessie Love cirka 1916.

Bessie Love, född Juanita Horton den 10 september 1898 i Midland i Texas, död 26 april 1986 i London i England, var en amerikansk film- och scenskådespelare.

## Biografi
Bessie Love inledde en karriär i filmbranschen på inrådan av skådespelaren Tom Mix. De första rollerna hon gjorde var i den inflytelserika regissören D.W. Griffiths filmer. De första filmer hon medverkade i var stumfilmer men hon klarade även av omställningen till ljudfilm. Bland annat medverkade Love i flera tidiga musikaler. 1932 började karriären gå sämre och 1935 flyttade hon till England där hon fortsatte sin karriär genom att bland annat stå på teaterscen. Under andra världskriget hade hon svårt att klara sig på sitt skådespelande men efter krigsslutet återupptog hon karriären och medverkade i både teaterpjäser och filmer, ofta i rollen som amerikansk turist.
För sin insats i Broadways melodi (1929) nominerades hon till en Oscar i kategorin Bästa kvinnliga huvudroll vid Oscarsgalan 1930.

## Filmografi i urval
- 1915 – Nationens födelse
- 1916 – Hands up! En historia från gränsmarkerna
- 1916 – Intolerance
- 1922 – Bysmedens dotter
- 1923 – Själar till salu
- 1925 – En försvunnen värld
- 1928 – Polisens kärleksaffärer
- 1929 – Hollywood-revyn 1930
- 1929 – Broadways melodi
- 1930 – Klackarna i taket
- 1930 – Så går det till i Chicago...
- 1941 – Länkar över haven
- 1951 – Det mörka rummet
- 1954 – Barfotagrevinnan
- 1955 – Han, hon och katten
- 1957 – Fallet Esther
- 1958 – Det spökar på Elisabeth
- 1958 – Brott lönar sig inte
- 1960 – För ung att älska
- 1961 – Det hände den sommaren
- 1961 – Hennes italienske älskare
- 1964 – De fördömdas barn
- 1967 – Jag glömmer aldrig... va' va' de' nu han hette?
- 1968 – Isadora
- 1971 – Catlow
- 1971 – Söndag, satans söndag
- 1976 – Baddare till badare
- 1977 – Gullivers resor (röst)
- 1981 – Reds
- 1981 – Ragtime
- 1981 – Lady Chatterleys älskare
- 1983 – Blodshunger